# Rhadinorhynchus capensis
Rhadinorhynchus capensis är en hakmaskart som beskrevs av Bray 1974. Rhadinorhynchus capensis ingår i släktet Rhadinorhynchus och familjen Rhadinorhynchidae. Inga underarter finns listade i Catalogue of Life.